# Bernard Herrmann
Bernard Herrmann (New York, 29 juni 1911 - Hollywood, 24 december 1975) was een Amerikaans componist. Hij wordt gerekend tot de grote filmcomponisten van de 20e eeuw. Herrmann is vooral bekend van zijn samenwerking met Alfred Hitchcock. Alhoewel hij voornamelijk bekend is van zijn werk voor de film, componeerde hij tevens de muziek voor radio- en televisieprogramma's en voor balletten, en staan er ook een opera en een cantate op zijn naam.

## Biografie
Herrmann begon al op jonge leeftijd met muziek componeren. Hij kreeg al op zijn dertiende een prijs voor een compositie. Zijn opleiding kreeg hij aan de Universiteit van New York en Juilliard School. Op zijn twintigste was hij al dirigent van zijn eigen kamerorkest: het New Chamber Orchestra. In 1933 ging hij werken voor CBS als componist en dirigent voor diverse radioprogramma's en hoorspelen, waaronder het Mercury Theater on Air van Orson Welles. Zo was hij de componist van het bekende The War of the Worlds-hoorspel uit 1938.
Toen Orson Welles zijn debuutfilm Citizen Kane (1941) ging maken, vroeg hij aan Herrmann de muziek te schrijven, die aldus met deze film zijn filmdebuut maakte. Herrmann kreeg hiervoor van Welles volledige artistieke vrijheid. Ook voor Welles' tweede film, The Magnificent Ambersons (1942), componeerde hij de filmmuziek, maar toen hij te horen kreeg dat zijn muziek was bewerkt en opnieuw gearrangeerd door de studiobazen, eiste hij dat zijn naam uit de credits geschrapt werd. Tussen deze twee films in componeerde hij de filmmuziek voor The Devil and Daniel Webster van William Dieterle (ook bekend als All That Money Can Buy), waarvoor hij zijn enige Oscar won.
Herrmann was een veelgevraagd componist en bleef actief van zijn debuut in 1941 tot zijn dood in 1975. Hij experimenteerde veelvuldig met zijn muziek. Zo maakte hij voor de score van de sciencefictionfilm The Day the Earth Stood Still (1951) veelvuldig gebruik van de theremin, naast een orkest van onder andere piano, harp, percussie en koperblazers en elektrische instrumenten als basgitaar, elektrische gitaar en viool. Vanaf 1944 begon hij een langdurige samenwerking met 20th Century Fox, waarvoor hij de filmmuziek componeerde van films als Jane Eyre (1944), The Ghost and Mrs. Muir (1947) en The Snows of Kilimanjaro (1953). Ook werkte hij regelmatig aan de films van special effects-expert Ray Harryhausen, waaronder Seventh Voyage of Sinbad (1957) en Jason and the Argonauts (1963).
Zijn werk wordt vooral geassocieerd met de films van Alfred Hitchcock, voor wie hij de score componeerde voor al zijn films tussen 1955 en 1966: The Trouble with Harry, The Man Who Knew Too Much, The Wrong Man, Vertigo, North by Northwest, Psycho, Marnie en The Birds. Voor de laatste film was hij actief als geluidsontwerper: er zat weliswaar geen muziek in de film, maar wel elektronisch gecomponeerde vogelgeluiden. Zijn bekendste werk is waarschijnlijk de score voor Hitchcocks Psycho, waarvoor hij enkel snaarinstrumenten gebruikte. Vooral de krijsende vioolmuziek uit de douchescène is bekend. De samenwerking tussen Hitchcock en Herrmann werd beëindigd in 1966, toen Hitchcock zijn muziekscore voor de film Torn Curtain weigerde.
Hij was tevens actief voor de televisie; hij componeerde onder meer voor "Alfred Hitchcock Presents", "The Twilight Zone" en "The Virginian". Naast zijn werk voor film en tv schreef hij ook concertstukken, waaronder een cantate, Moby Dick (1938), en een opera, Wuthering Heights (1951).
Later werkte hij voornamelijk voor bekende Hitchcockfans als François Truffaut (Fahrenheit 451, La mariée était en noir) en Brian De Palma (Sisters, Obsession). De laatste film waarvoor hij de muziek componeerde was Taxi Driver van Martin Scorsese. Hij stierf enkele uren na het voltooien van de opnames voor deze film. Scorsese droeg de film op aan Herrmann.

### Privéleven
Bernard Herrmann was driemaal getrouwd, met Lucille Fletcher, schrijfster van radiodrama's, van 1939 tot 1948, met Lucy Anderson van 1949 tot 1964 en met Norma Shepherd van 1967 tot zijn dood in 1975.
Bernard Herrmann stierf in zijn slaap in een hotelkamer aan hartfalen. Hij werd 64 jaar oud.

### Trivia
In de introductie van de Lady Gaga's videoclip Born this Way (2011) is zijn muziekstuk Vertigo te horen.

## Prijzen

### Academy Awards
- 1942 - Beste Filmmuziek - The Devil and Daniel Webster (gewonnen)
- 1942 - Beste Filmmuziek - Citizen Kane (genomineerd)
- 1944 - Beste Filmmuziek - Anna and the King of Siam (genomineerd)
- 1977 - Beste Filmmuziek - Taxi Driver (genomineerd)
- 1977 - Beste Filmmuziek - Obsession (genomineerd)

### Overige prijzen
- 1952 - Golden Globe voor Beste Filmmuziek - The Day the Earth Stood Still (genomineerd)
- 1955 - Emmy Award voor Beste Muziek gecomponeerd voor tv - "Shower of Stars", voor de episode A Christmas Carol (genomineerd)
- 1977 - Grammy Award voor Best Album of Originele score, geschreven voor een film of televisiespecial - Taxi Driver (genomineerd)
- 1977 - BAFTA Anthony Asquith Award voor Beste Filmmuziek - Taxi Driver (postuum gewonnen)

## Filmografie (selectie)
- Citizen Kane (1941)
- The Devil and Daniel Webster (1941)
- The Magnificent Ambersons (1942)
- Jane Eyre (1944)
- Anna and the King of Siam (1946)
- The Ghost and Mrs. Muir (1947)
- Portrait of Jennie (1948)
- The Day the Earth Stood Still (1951)
- The Snows of Kilimanjaro (1952)
- 5 Fingers (1952)
- The Trouble with Harry (1955)
- The Man in the Gray Flannel Suit (1956)
- The Man Who Knew Too Much (1956)
- The Wrong Man (1956)
- Vertigo (1958)
- The 7th Voyage of Sinbad (1957)
- North by Northwest (1959)
- Journey to the Center of the Earth (1959)
- Psycho (1960)
- Cape Fear (1962)
- The Birds (1963)
- Jason and the Argonauts (1963)
- Marnie (1964)
- Fahrenheit 451 (1966)
- La mariée était en noir (1968)
- Sisters (1973)
- Obsession (1976)
- Taxi Driver (1976)